# フェルナンド・エイバッド
- フェルナンド・アバド[1][2]
- フェルナンド・アバッド[3]
- フェルナンド・エイバド[4]

フェルナンド・アントニオ・エイバッド (Fernando Antonio Abad, 1985年12月17日 - ) は、ドミニカ共和国ラ・ロマーナ州ラ・ロマーナ出身のプロ野球選手（投手）。左投左打。現在は、コロラド・ロッキーズ所属。愛称はナンディット（Nandito）。
日本ではフェルナンド・アバッドと表記される傾向にある。

## 経歴

### プロ入りとアストロズ時代
2002年12月12日にアマチュア・フリーエージェントでヒューストン・アストロズと契約してプロ入り。
2003年にルーキー級ドミニカン・サマーリーグ（DSL）のDSLアストロズでプロデビュー。2004年までの2年間で10勝を挙げたが、2005年はわずか1試合の登板にとどまった。
2006年はDSLアストロズで15試合に登板、うち11試合で先発を務め、5勝2敗、防御率1.32、WHIP0.93という成績を記録した。
2007年は、引き続きアパラチアンリーグのルーキー級グリーンビル・アストロズと、A-級トリシティ・バレーキャッツでプレー。合計で19試合（うち4試合が先発登板）に登板し、53.0イニングを投げたが、防御率4.25、WHIP1.19等の数字は、前年に比べると悪化した。
2008年は、A級レキシントン・レジェンズで、全てリリーフとしてチーム最多の45試合に登板し、防御率3.30、WHIP1.19を記録したが、2勝7敗と負け越した。
2009年は、A+級ランカスター・ジェットホークスで、41試合・82.2イニングにリリーフ登板し、防御率4.14を記録。与四球が8だった為、チームの平均WHIP1.61に対して、エイバッドはWHIP1.04だった。また、AA級コーパスクリスティ・フックスに昇格し、先発として3試合に登板して防御率3.21、WHIP1.07を記録した。うち9月2日のフリスコ・ラフライダーズ戦では、6.0イニングを被安打1・与四球1・無失点に抑えるピッチングを見せた。
2010年は、AA級コーパスクリスティで先発として4試合に登板し、全試合で5.0イニング以上を投げたが、勝ち星はつかなかった。その後はリリーフに回り、7月には登板した4試合で連続して勝利投手となった時期もあった。
同年メジャーへ昇格し、7月28日のシカゴ・カブス戦でメジャー初登板を果たした。8対1とリードした9回表にマウンドに登り、先頭打者の福留孝介に死球を与えるなど、1アウト一・二塁のピンチを招いたが、最後は1回無失点に抑えて試合を締めくくった。その後、一時期AAA級ラウンドロック・エクスプレスに降格したが、8月20日のフロリダ・マーリンズ戦でメジャー復帰した。この試合では0対7とリードされた8回裏に登板し、5番打者のジャンカルロ・スタントンから初奪三振を記録したが、続くコディ・ロスとヘクター・ルナに連続本塁打を浴び、初被本塁打と初失点も記録した。続く8月24日のフィラデルフィア・フィリーズ戦からは8試合連続で無失点、9月以降はチームが戦った30試合中17試合に登板して6ホールドを記録した。シーズントータルでは、22試合の登板で防御率2.84・WHIP1.00という成績だった。ちなみに、同年のマイナーでの成績は、AA級コーパスクリスティとAAA級ラウンドロックで計19試合に登板して4勝3敗、防御率2.35、WHIP1.33だった。
2011年は、開幕ロースター入りを果たした。同年は失点を喫するケースが重なり、5月16日のアトランタ・ブレーブス戦で4敗目を喫した。その後、AAA級オクラホマシティ・レッドホークスへと降格し、6月16日のピッツバーグ・パイレーツ戦でメジャー復帰を果たした。しかし、7月2日のボストン・レッドソックス戦で1.0イニングを4安打1本塁打4失点と打ち込まれて防御率7.32となり、これが同年のメジャー最終登板となった。同年のMLBでの成績は、29試合のリリーフ登板で1勝4敗、防御率7.32、WHIP1.88、FIP6.33だった。
2012年は、アストロズとAAA級オクラホマシティの間で、昇格と降格を繰り返した。この年も専らリリーフとして登板していたが、8月にはメジャーで自身初の先発登板を果たした。この時期、8月25日から9月24日にかけて6試合に先発登板したが、5回を投げ切ったのは1試合だけ、且つ全ての試合で敗戦投手となった。同年、メジャーでは37試合の登板で、0勝6敗、防御率5.09、WHIP1.65を記録した。オフの11月1日にフリーエージェント（FA）となった。

### ナショナルズ時代
2012年11月19日にワシントン・ナショナルズとマイナー契約を結んだ。
2013年は、AAA級シラキュース・チーフスで、5月にかけて17試合・17.0イニングに登板し、防御率1.06・WHIP1.12を記録。5月25日のフィラデルフィア・フィリーズ戦でシーズン初登板を果たすと、10試合連続で無失点に抑え、7月終了時点では26試合・24.1イニングで防御率1.48を記録していた。。その後は失点が増えたが、シーズン全体では自己最多 (当時) の39試合に登板し、防御率3.35・WHIP1.38と、過去2年と比べると成績が良化した。

### アスレチックス時代
2013年11月25日にジョン・ウッテンとのトレードで、オークランド・アスレチックスへ移籍した。
2014年は、3月31日の開幕戦で登板して無失点に抑えると、そこから14試合連続無失点を記録し、その間は13.1イニングで被安打2・被打率.047・15奪三振だった。5月から6月にかけては防御率が2.00を超えた時期があったが、その後は失点が減り、7月から9月にかけては18試合連続無失点も記録した。最終的に、この年は69試合にリリーフ登板し、チームのリリーフ陣ではトップとなる防御率1.57をマーク。ピンチに強いリリーバーとして、ブレイクした。
2015年は、2年連続60試合以上となる62試合にリリーフ登板し、通算250試合登板に達した。この年は47.2イニングで11本塁打を浴びて防御率4.15と、前年より成績が落ちた。オフの11月20日にDFAとなり、12月3日にFAとなった。

### ツインズ時代
2015年12月17日にミネソタ・ツインズとマイナー契約を結び、2016年のスプリングトレーニングに招待選手として参加することになった。4月2日にメジャー契約を結び、開幕ロースター入りした。ツインズでは39試合にリリーフ登板し、1勝4敗1セーブ、防御率2.65、WHIP1.21という成績を記録した。

### レッドソックス時代
2016年8月1日にパット・ライトとのトレードで、ボストン・レッドソックスへ移籍した。レッドソックス加入後は18試合に登板したが、防御率6.39・WHIP1.66とツインズ時代よりも成績が悪化、2チーム計では57試合の登板で1勝6敗1セーブ、防御率3.66、WHIP1.33を記録した。
2017年はシーズン開幕前の2月8日に指名投手枠で第4回ワールド・ベースボール・クラシック（WBC）のドミニカ共和国代表に選出された後、代表に合流した。シーズンでは48試合に登板した。オフの11月2日にFAとなった。

### 独立リーグ時代
2018年2月17日にフィリーズとマイナー契約を結んだが、スプリングトレーニング中に自由契約となった。8月3日に独立リーグであるアトランティックリーグのロングアイランド・ダックスと契約した。

### ジャイアンツ時代
2019年2月21日にサンフランシスコ・ジャイアンツとマイナー契約を結んだ。開幕を傘下のAAA級サクラメント・リバーキャッツで迎え、8月15日にメジャー契約を結んでアクティブ・ロースター入りした。オフの11月2日にFAとなった 。

### ヤンキース傘下時代
2020年2月12日にナショナルズとマイナー契約を結び、スプリングトレーニングに招待選手として参加することになった。7月17日に自由契約となった。その後、7月24日にニューヨーク・ヤンキースとマイナー契約を結んだ。オフの11月2日にFAとなった 。

### オリオールズ時代
2020年12月21日にボルチモア・オリオールズとマイナー契約を結んだ。
2021年は5月のマイナーリーグ開幕から傘下のAAA級ノーフォーク・タイズでプレーした。8月15日にメジャー契約を結んでアクティブ・ロースター入りした。オフの11月3日にFAとなった。

### メキシカンリーグ時代
2022年3月23日にメキシカンリーグのサルティーヨ・サラペメーカーズと契約した。

### マリナーズ傘下時代
2022年5月3日にシアトル・マリナーズとマイナー契約を結び、傘下AAA級タコマ・レイニアーズに配属された。タコマでは40試合に登板し、1勝1敗、防御率3.56という成績を残したが、メジャー昇格の機会がないままオフの11月10日にFAとなった。

### ロッキーズ時代
2023年1月9日にコロラド・ロッキーズとマイナー契約を結んだ。AAA級アルバカーキ・アイソトープスで開幕を迎え、13試合に登板して、2セーブ、防御率1.69の成績を残した。5月15日にメジャー契約を結んでアクティブ・ロースター入りした。2年ぶりとなるメジャー昇格後は、最初の2試合は無失点だったが、3試合目となる5月20日のテキサス・レンジャーズ戦で1イニングを5被安打1四球で3失点を喫した。直後の5月21日にDFAとなり、5月24日に自由契約となった。

## 投球スタイル
持ち球は、140km/h台半ばから150km/h前後のツーシーム、フォーシーム、120km/h台のナックルカーブ、チェンジアップがあり、ナックルカーブは空振りを奪える武器である。60mph（約96.5km/h）台のイーファスピッチも交えることで知られる。

## 詳細情報

### 年度別投手成績
| 年 度     | 球 団     | 登 板 | 先 発 | 完 投 | 完 封 | 無 四 球 | 勝 利 | 敗 戦 | セ 丨 ブ | ホ 丨 ル ド | 勝 率 | 打 者 | 投 球 回 | 被 安 打 | 被 本 塁 打 | 与 四 球 | 敬 遠 | 与 死 球 | 奪 三 振 | 暴 投 | ボ 丨 ク | 失 点 | 自 責 点 | 防 御 率 | W H I P |
| --------- | --------- | ----- | ----- | ----- | ----- | -------- | ----- | ----- | -------- | ----------- | ----- | ----- | -------- | -------- | ----------- | -------- | ----- | -------- | -------- | ----- | -------- | ----- | -------- | -------- | ------- |
| 2010      | HOU       | 22    | 0     | 0     | 0     | 0        | 0     | 1     | 0        | 6           | .000  | 76    | 19.0     | 14       | 3           | 5        | 0     | 0        | 12       | 0     | 0        | 6     | 6        | 2.84     | 1.00    |
| 2011      | HOU       | 29    | 0     | 0     | 0     | 0        | 1     | 4     | 0        | 7           | .200  | 99    | 19.2     | 28       | 5           | 9        | 0     | 1        | 15       | 0     | 0        | 18    | 16       | 7.32     | 1.88    |
| 2012      | HOU       | 37    | 6     | 0     | 0     | 0        | 0     | 6     | 0        | 3           | .000  | 208   | 46.0     | 57       | 6           | 19       | 1     | 3        | 38       | 4     | 0        | 27    | 26       | 5.09     | 1.65    |
| 2013      | WSN       | 39    | 0     | 0     | 0     | 0        | 0     | 3     | 0        | 2           | .000  | 166   | 37.2     | 42       | 3           | 10       | 0     | 1        | 32       | 0     | 0        | 14    | 14       | 3.35     | 1.38    |
| 2014      | OAK       | 69    | 0     | 0     | 0     | 0        | 2     | 4     | 0        | 9           | .333  | 216   | 57.1     | 34       | 4           | 15       | 3     | 4        | 51       | 0     | 0        | 11    | 10       | 1.57     | 0.86    |
| 2015      | OAK       | 62    | 0     | 0     | 0     | 0        | 2     | 2     | 0        | 1           | .500  | 205   | 47.2     | 45       | 11          | 19       | 3     | 1        | 45       | 4     | 0        | 23    | 22       | 4.15     | 1.34    |
| 2016      | MIN       | 39    | 0     | 0     | 0     | 0        | 1     | 4     | 1        | 6           | .200  | 138   | 34.0     | 27       | 2           | 14       | 2     | 0        | 29       | 0     | 1        | 11    | 10       | 2.65     | 1.21    |
| 2016      | BOS       | 18    | 0     | 0     | 0     | 0        | 0     | 2     | 0        | 2           | .000  | 60    | 12.2     | 13       | 2           | 8        | 0     | 1        | 12       | 1     | 0        | 9     | 9        | 6.39     | 1.66    |
| '16計     | BOS       | 57    | 0     | 0     | 0     | 0        | 1     | 6     | 1        | 8           | .143  | 198   | 46.2     | 40       | 4           | 22       | 2     | 1        | 41       | 1     | 1        | 20    | 19       | 3.66     | 1.33    |
| 2017      | BOS       | 48    | 0     | 0     | 0     | 0        | 2     | 1     | 1        | 2           | .667  | 182   | 43.2     | 40       | 4           | 14       | 1     | 1        | 37       | 0     | 1        | 18    | 16       | 3.30     | 1.24    |
| 2019      | SF        | 21    | 0     | 0     | 0     | 0        | 0     | 2     | 0        | 8           | .000  | 49    | 13.0     | 9        | 2           | 3        | 0     | 0        | 9        | 1     | 0        | 6     | 6        | 4.15     | 0.92    |
| 2021      | BAL       | 16    | 0     | 0     | 0     | 0        | 0     | 0     | 0        | 2           | ----  | 82    | 17.2     | 23       | 1           | 7        | 1     | 0        | 10       | 0     | 0        | 12    | 11       | 5.60     | 1.70    |
| 2023      | COL       | 6     | 0     | 0     | 0     | 0        | 1     | 0     | 0        | 0           | 1.000 | 32    | 6.1      | 11       | 2           | 3        | 0     | 0        | 2        | 0     | 0        | 3     | 3        | 4.26     | 2.21    |
| MLB：11年 | MLB：11年 | 406   | 6     | 0     | 0     | 0        | 9     | 29    | 2        | 48          | .237  | 1513  | 354.2    | 343      | 45          | 126      | 11    | 12       | 292      | 10    | 2        | 158   | 149      | 3.78     | 1.32    |

- 2023年度シーズン終了時

### 背番号
- 58（2010年 - 2013年、2016年 - 同年途中、2021年）
- 56（2014年 - 2015年）
- 43（2016年途中 - 2017年）
- 50（2019年）

### 代表歴
- 2017 ワールド・ベースボール・クラシック・ドミニカ共和国代表[7]